# Kurt Dietze
Kurt Dietze (* 8. Juli 1920 in Leipzig; † 2. August 1965 ebenda) war ein deutscher Grafiker und Buchillustrator in der DDR.

## Leben und Werk
Dietze nahm als Soldat der Wehrmacht am Zweiten Weltkrieg teil. Danach wurde er bereits 1945 an der Staatlichen Akademie für Grafik und Buchgewerbe Leipzig immatrikuliert und studierte von 1946 bis 1951 in der studentischen Arbeitsgemeinschaft bei Max Schwimmer.
Von 1953 bis 1956 war Dietze Dozent für Grafik an der Kunsthochschule Berlin-Weißensee, danach bis 1960 an der Hochschule für Grafik und Buchkunst Leipzig. Dort waren u. a. Frank Ruddigkeit, Heiner Vogel und Jürgen Wittdorf seine Schüler. Ab 1960 arbeitete Dietze als freischaffender Künstler in Leipzig. Er war vor allem Holzschneider und schuf neben freien Arbeiten u. a. für Buchverlage Buchillustrationen und weiteren Buchschmuck. 1960 gehört er zu zwölf Leipziger Grafikern, die Originalgrafiken für eine Mappe beisteuerten, die dem VII. Europäischen Exlibris-Kongress in Wien gewidmet wurde und deren Herausgeberin die Arbeitsgemeinschaft der Grafiksammler in der Hochschulgruppe Leipzig des Deutschen Kulturbundes war.
Dietze war Mitglied des Verbands Bildender Künstler der DDR.

## Werke

### Holzschnitte (Auswahl)
- o. T. / Leipziger Stadtansicht (1950, Holzschnitt, 31,5 × 20,5 cm)[2]

- Verladebahnhof (1952)[3][4]
- Treffpunkt zur Kartoffelernte (um 1952, 42 × 45 cm; auf der Dritten Deutschen Kunstausstellung)[5]
- Illustrationen zu dem Roman "Die Väter" von Willi Bredel (um 1952, Serie von zwölf Holzschnitten; auf der Dritten Deutschen Kunstausstellung)[6][7]
- Illustrationen zu dem Roman "Die Söhne" von Willi Bredel (um 1958, Serie von sechs Holzschnitten, 48 × 65 cm; auf der Vierten Deutschen Kunstausstellung) u. a.[8]
- Illustrationen zu „Bergmannssagen“ (um 1958, Serie von 5 Holzschnitten, 9 × 8 cm; auf der Vierten Deutschen Kunstausstellung) u. a.[9]

### Buchpublikationen mit Holzschnitten (mutmaßlich unvollständig)
- Harry Trommer (Hrsg.): Wo das Erz in Fülle blinkt. Bergmannssagen. 1956, Verlag Friedrich Hofmeister Leipzig
- Bruno Barthel: Im di Bastei rim. Ein Heimatbuch. 1953, Verlag Friedrich Hofmeister, Leipzig
- Seid bereit! Liederbuch der Thälmann-Pioniere. 1958, Verlag Friedrich Hofmeister, Leipzig
- Christa Wolf (Hrsg.): In diesen Jahren. Deutsche Erzähler der Gegenwart. 1959, Reclam, Leipzig

## Ausstellungen (unvollständig)

### Einzelausstellungen
- 1967: Leipzig, Museum der Bildenden Künste (Holzschnitte)

### Ausstellungsbeteiligungen
- 1951 und 1952: Chemnitz, Schlossbergmuseum (Mittelsächsische Kunstausstellung)

- 1951/1952: Berlin, Museumsbau am Kupfergraben („Künstler schaffen für den Frieden“)
- 1953: Berlin, Pergamon-Museum („Junge Grafik“)
- 1953 bis 1959: Leipzig, fünf Bezirkskunstausstellungen
- 1953 und 1958/1959: Dresden, Dritte und Vierte Deutsche Kunstausstellung
- 1954: Altenburg/Thür., Lindenau-Museum („100 Jahre Staatliches Lindenau-Museum“)
- 1965: Leipzig, Museum der Bildenden Künste („500 Jahre Kunst in Leipzig“)